# Csabai kapu
A Csabai kapu a Miskolc belvárosa felől dél felé vezető utat és annak környezetét jelenti. A köztudatban a „Csabai kapu” szóhasználat nem kizárólag a nevet viselő útra terjedt el, hanem arra a városrészre is használatos, amelyen az út áthalad. Évszázadokon keresztül itt vezetett országút Miskolcról dél felé, a szomszédos Hejőcsabán keresztül, erről kapta a nevét a város történelmi kapui közül a déli, amelyiknek az utca és városrész ma a nevét viseli.

## Elhelyezkedése
A Csabai kapu több mint egy kilométer hosszú út Miskolcon, a város egyik fő közlekedési útszakasza. Miskolc belvárosától délre helyezkedik el. A Széchenyi utcából dél felé kiinduló Szemere utcát a Mindszent tér után a Görgey Artúr utca követi, ennek a folytatása a Csabai kapu, amely az Avasra felvezető Szabadságharc utca, illetve Lévay József utca kereszteződéstől egészen a tapolcai elágazásig tart. A tapolcai elágazásnál a Miskolctapolcai út a folytatása, de 3. számú főútra is van becsatlakozása, amely a városban a Csabavezér út nevet viseli.

## Története
Miskolc történelmi kapui közül a Csabai kapu volt Miskolc déli bejárata, egy 1618-as zálogos levél említi először mint Mindszenti kaput. (Ezt a nevét a mai Mindszent tér környékén elterülő, akkor független Mindszent településről kapta.) A miskolci kapuknak nem volt túl nagy szerepe a város védelmében, erre tulajdonképpen alkalmatlanok voltak, de itt szedték be például az áruvámot, vagy a szőlődézsmát. Egy 1685-ös feljegyzés szerint már Csabai kapu volt a neve, 1686-ban pedig feljegyezték, hogy Török István hajdúi ezen a kapun át törtek rá a városra. A történelmi épületekből már semmi nem maradt fenn, a területen főleg a múlt századból származó épületek találhatóak.
Miskolc városa a 19. század közepén valahol a mai Mindszent tér környékén ért véget. 1880-ban visszacsatolták a városhoz az itt lévő Mindszent települést, majd a város tovább terjeszkedett dél felé. A század végén megépült a Népkert, ez lett a városi polgárok számára „a park”. Ez idő kezdett el a város Hejőcsaba irányába fejlődni. Sokáig ez a rész beépítetlen volt, először a Népkert oldalában kezdtek el villák épülni, eleinte eklektikus stílusban, a két világháború között aztán hódított a Bauhaus és a modern építészet. 1937-ben az út északi szakaszát Görgey Artúrról nevezték el, a Csabai kapu nevet innentől csak a Szabadságharc/Lévay-kereszteződéstől délre eső rész viseli.
A kórházzal szemben ma is megvan az egykori Művésztelep háza, ami eredetileg tüdőszanatóriumnak épült. Az út jobb oldalán, a villákkal átellenben inkább társasházak emelkedtek. 1958-ban épült a Csabai kapu 18. szám alatti társasház, amelyet a benne lakók miatt Docens-ház vagy Professzorok háza névvel illettek. A falán Duray Tibor nagyméretű sgraffitója található, amelyet az évtizedek alatt megőriztek. Az SZTK épületével szemben is hasonló, régebbi társasházakat építettek.
Az út egészen 1981-ig a 3-as főút egyik szakaszát képezte, de az egyre növekvő forgalom nagy terhet rótt rá. Már 1970–71-ben megépült az úttal párhuzamosan a Vándor Sándor utca (mai Király utca), melynek célja a Felszabadítók útja tehermentesítése volt. 1981 júliusában adták át a 3-as út új szakaszát, amely a Tapolcai elágazásnál eltért a korábbi útvonaltól, és a Szilágyi Dezső – Vándor Sándor utcákon haladt, elkerülve a Felszabadítók útját (Görgey utca) és a Belvárost.

### A Csabai kapu részei, beépítése
A Csabai kapu számozása a Szabadságharc utca, illetve Lévay József utca kereszteződéstől kezdődik és Tapolcai elágazásig növekszik. A belváros felőli rész alig több mint fél kilométerre van Miskolc központjától. Ezen terület zöldövezeti, társasházak és családi házak jellemzik. A lakóövezeten belül, a Csabai kapu 9-11. szám alatt található a Borsod-Abaúj-Zemplén Vármegyei Központi Kórház és Egyetemi Oktatókórház Semmelweis Tagkórháza, amely korábban önálló kórházként, előbb Erzsébet Kórház, majd 1952-től Semmelweis Kórház néven működött. A megnyitó 1900. december 2-án volt. Négy jellegzetes, vöröstéglás épület készült el: az igazgatóság, a sebészet és bőrgyógyászat, a belgyógyászat és az elmegyógyászat, de kiszolgáló épületek is készültek. A vöröstéglás épületek ma is állnak, de a kórház területén belül az elmúlt évtizedekben számos modern egység is helyett kapott. Ettől nem messze, a buszmegállók szomszédságában van az SZTK 1950-es évekből származó épülete.
A kórházzal szemben, a Csabai kapu 8. szám alatt egy négycsillagos szálloda működik.
A Csabai kapu 42. szám alatt a Szent Ferenc Tagkórház található. 1950–51-ben a régi épület elé új épületsort emeltek az utcafrontra, amelyet azóta már modernizáltak.
Az úttól jobbra (nyugati irányba) eső rész már az Avas lejtőire utal, ezen oldalon is főleg családi házak vannak és néhány régebbi tégla-építésű társasház. A terület utcái: Vécsey Károly utca, Derkovits Gyula utca, Medgyessy Ferenc utca, Venyige utca, Szigethy Mihály utca, Váncza Mihály utca, Jászi Oszkár utca.
A területhez kapcsolódik az itt megtalálható középfokú oktatási intézmények, a Miskolci Egyetem Ferenczi Sándor Egészségügyi Technikum és a Fáy András Görögkatolikus Technikum és Szakgimnázium.
Az úttól balra (keleti irányba) eső rész, a Semmelweis Tagkórház környéke egészen a Petneházy Dávid utcáig családi házas övezet, amely Miskolc vonatkozásában a legnagyobb belváros közeli ilyen terület. A terület utcái: Farkas Jenő utca, Bottyán János utca, Balogh Ádám utca, Sibrik Miklós utca, Eszterházy Antal utca, Bezerédi István utca.
A 3. számú főút és a Csabai kapu közötti területen, a Park utcában ún. „Petneházy-bérházak” találhatóak. A korabeli újságcikkek az ötvenes években még Malinovszkij utcai bérházak néven emlegették az épülő komplexumot, melyet a Rákosi-érában mintalakótelepként kívántak létrehozni bolttal, vendéglővel, óvodával, fodrásszal, bölcsődével és óvodával. A korábban Felszabadítók utcai, ma Csabai kapui társasházak épültek elsőként, őket követték a mai Soltész-Nagy Kálmán (korábban Kun Béla, még régebben Malinovszkij utcai) épületek.
A magasházként is hívott, nyolcemeletes tömb 1958 és 1960 között épült. A lakótelep mellett futottak korábban a hejőcsabai villamos sínjei is. Bár a kétvágányú villamosvonal tervei elkészültek, azokat 1957-ben városrendezési okok miatt végleg elvetették. A 3-as főút városi szakaszának korszerűsítésével 1960. augusztus 19-én a villamosforgalmat megszüntették.
A tapolcai elágazásnál benzinkutak és McDonald’s gyorséterem található, illetve az Avas lakótelepre felvezető egyik fő útvonal is ezen a helyen van. Eredetileg az egyes útirányoknak megfelelően három külön benzinkút épült fel, a középső bezárását követően, annak helyére került az autós gyorsétterem.
- Csabai kapu 8.
- Csabai kapu 18.
- Miskolc Semmelweis kórház
- Csabai kapu SZTK rendelő
- Csabai kapu 46.
- Csabai kapu 37.
- Miskolc Petneházy-bérházak